# Pleuroziaceae
Famille
Les Pleuroziaceae sont une famille de plantes de l’ordre des Pleuroziales.

## Liste des genres
Selon BioLib (9 septembre 2020), Catalogue of Life (9 septembre 2020) et ITIS (9 septembre 2020) :
- genre Pleurozia Dumort.

Selon Tropicos (9 septembre 2020) :
- genre Eopleurozia R.M. Schust. ≡ Pleurozia Dumort.
- genre Pleurozia Dumort.